# Ivan Toplak
Ivan Toplak (serbi: Иван Toплaк; Belgrad, 21 de setembre de 1931 – Maribor, 26 de juliol de 2021) fou un futbolista eslovè, nascut a Sèrbia, de les dècades de 1950-1960.
El 1943 es traslladà a Maribor, on es formà futbolísticament a les files del Branik. Més tard jugà a Estrella Roja. Fou un cop internacional amb Iugoslàvia.